# Бессарабка
Бессара́бка (рум. Basarabeasca) — город в Молдавии, центр Бессарабского района.

## География
Город (в прошлом поселение Романовка, была объединена 11 сентября 1957 года с бывшей немецкой колонией Гейнрихсдорф, расположенной на юго-востоке неподалёку от неё — был получен статус города и переименована в Бессарабку) расположен на границе с Украиной, в 94 км к югу от Кишинёва, в 25 от Чимишлии и 25 от Комрата. Через город c северо-запада на юго-восток протекает река Когыльник (рум. Cogîlnic), которая впадает в Чёрное море. Основные строения поселения расположены в низине, и оно условно подразделяется на несколько микрорайонов: Романовка, Флэмында, Станция, Совхоз.
В городе расположена одна из самых крупных железнодорожных станций в Молдове.

## История
Посёлок на месте Бессарабки возник в 1849 году как еврейская колония и был назван Романовкой в честь царской семьи Романовых. В 1859 году здесь насчитывалось 86 еврейских семей, которые обрабатывали землю, 263 мужчины и 249 женщин. В их распоряжении имелось 1750 десятин пашни. Ко времени упразднения правовладения евреями землёй (1866) в еврейской колонии Романовка земледелием занимались 57 семейств — 209 мужчин и 183 женщины, которые переключились главным образом на виноделие; часть занялась ремеслом и коммерцией. Чтобы облегчить участь колонистов, Бендерское Земство по просьбе капитана Федора Олейникова 29 октября 1876 года установило базарные дни — раз в неделю по средам.
В 1897 году в Романовке проживало 597 колонистов (293 мужчины и 304 женщины), имелась синагога и молельная школа (хедер). Всего по Всероссийской переписи населения 1897 года в Романовке проживало 1622 человека, из них 1142, или 71 % евреев. Первая светская школа, где был единственный класс, открылась в 1899 году благодаря Георгию Гимишли, который помог с помещением. Учительствовала Анна Шидловская, проработавшая здесь много лет. За покровительство школе, её поддержку Георгий Гимишли 6 декабря 1904 года был награждён серебряной медалью «За усердие». В 1905—1906 учебном году в этой школе занимались 12 мальчиков и 2 девочки.
Начало XX-го века связано с бурным развитием села — по соседству началось строительство железнодорожной станции Бессарабская. В 1910 году в домах некоторых жителей появляются телефоны: у Меримши, Окулиша, Андельмана, Цукера, Имаша… 5 декабря 1912 года открылась новая синагога, раввином был назначен доктор Борис Свердлов. Григорий и Василий Гемюшлиевы поехали к русскому царю просить деньги на церковь, но вернулись всего с 500 рублями; деньги собирались с верующих. В октябре 1913 года население Романовки насчитывало 1741 человек, имущество которых оценивалось в 346 826 рублей. Две паровые мельницы — Лемке Адама и Семке Христиана — были оценены в 9420 рублей. В селе существовала касса взаимопомощи. В 1923 году это уже большое село: насчитывалось 690 домов, проживало 1520 мужчин и 1597 женщин, имелись мельница, бойня, аптека, начальная школа, 15 торговых точек.
С конца апреля 1941 года в селе находилось управление 2-го кавалерийского корпуса Одесского военного округа. Командир корпуса генерал-майор Белов, Павел Алексеевич (14.03—26.11.1941). 22.06.1941 г. управление корпуса вошло в состав 9-й Отдельной армии.
11 сентября 1957 года село Романовка было объединено с бывшей немецкой колонией Гейнрихсдорф (в которой по данным 1943 года проживало 273 немца) и стало называться городом Бессарабка (Басарабяска). С июля 1959 года по 5 декабря 1979 года - посёлок Бессарабка входил в состав Чимишлийского района Молдавской ССР, с 5 декабря 1979 вошел в состав воссозданного Бессарабского района. В 1968 году население Бессарабки составляло 13,3 тыс. жителей. Работали машиноремонтные мастерские, предприятия железнодорожного транспорта.

## Население
По данным переписи населения за 12 октября 2004 года в Бессарабке проживает 11 095 человек, из которых 5258 мужчин, а 5837 — женщин.
Национальный состав согласно переписи 2004 года:
| Национальность | Численность | % Доля  |
| -------------- | ----------- | ------- |
| Молдоване      | 3,465       | 30.96 % |
| Русские        | 2,374       | 21.21 % |
| Гагаузы        | 1,954       | 17.46 % |
| Украинцы       | 1,757       | 15.70 % |
| Болгары        | 1,301       | 11.62 % |
| Цыгане         | 165         | 1.47 %  |
| Евреи          | 12          | 0.11 %  |
| Румыны         | 11          | 0.10 %  |
| Прочие         | 153         | 1,37 %  |
| Всего          | 11,192      | 100 %   |

## Образование и культура
В городе 4 образовательных учреждения:
- Теоретический Лицей им. А. С. Пушкина (бывш. с. ш. № 1)
- Теоретический лицей им. Н. В. Гоголя (бывш. с. ш. № 8)
- Liceul Teoretic «Matei Basarab» (бывш. шк. имени Зои Космодемьянской)
- Гимназия № 22